# Erica petraea
Erica petraea är en ljungväxtart som beskrevs av George Bentham. Erica petraea ingår i släktet klockljungssläktet, och familjen ljungväxter. Inga underarter finns listade i Catalogue of Life.